# Ohio megye (Nyugat-Virginia)
Ohio megye az Amerikai Egyesült Államokban, azon belül Nyugat-Virginia államban található. Megyeszékhelye és legnagyobb városa Wheeling. Lakosainak száma 42 425 fő (2020. április 1.). Ohio megye Washington, Marshall, Belmont, Jefferson és Brooke megyékkel határos.

## Népesség
A megye népességének változása:
| Lakosok száma | 44 475 | 44 178 | 44 046 | 43 727 | 43 066 | 42 425 |
|               | 2010   | 2011   | 2012   | 2013   | 2015   | 2020   |